# NBA Live 09
NBA Live 09 är ett basketspel i NBA Live-serien, utvecklat och utgivet av Electronic Arts. Spelet släpptes 2008. Spelomslaget pryds av Tony Parker, som då spelade för San Antonio Spurs. I Storbritannien pryddes spelomslaget av Luol Deng, i Italien av Andrea Bargnani och i Spanien av Pau Gasol.
Wii-versionen utvecklades av HB Studios, och heter NBA Live 09 All-Play och utgavs på EA Sports märke All-Play. Spelet var det sista i serien till Playstation 2 och Wii.

## Musik
- Janelle Monae- Violet Stars Happy Hunting
- Teddybears - Next to You
- Kid Cudi- Day 'n' Nite
- Damian Marley - The Mission
- Young Dre The Truth feat. Good Charlotte - Save the Music
- Ladytron feat. Werdplay & Various - Ghost (Blestenation Remix)
- Busta Rhymes - Don't Touch Me
- Beck - Walls
- Elephant Man feat. Rihanna - Throw Your Hands Up
- Public Enemy vs. Benny Benassi - Bring the Noise (Remix)
- Wax Tailor feat. Marina Quaisse & A.S.M. - Positively Inclined
- Madcon - Beggin
- Flipsyde - Champion
- N.E.R.D - Spaz
- Enur feat. Natasja - Calabria 2008
- The Whip - Blackout
- Young MC - Bust a Move (Don Rimini Ravekid Remix)
- Chromeo-Tenderoni (MSTRKRFT Remix)

### Fotnoter
1. ↑  ”X-Play Review”. Arkiverad från originalet den 21 november 2008. https://web.archive.org/web/20081121235522/http://www.g4tv.com/xplay/reviews/1846/NBA_Live_09.html. Läst 20 maj 2014.